# Константин Балсамаджиев
Константин Балсамаджиев е български политик.

## Биография
Роден е в Татар Пазарджик. Учи в местното училище. От април 1880 до август 1884 г. е кмет на Татар Пазарджик. На 16 април 1880 година в Сливен е свикано събрание на представители на всички градове и села в Източна Румелия. Пазарджишките представители Георги Тилев и Константин Величков са участници в Българския таен централен революционен комитет, оглавяван от Захари Стоянов.